# Kazimierz Paluch
Kazimierz Paluch (ur. 26 lutego 1909 w Wielichowie, zm. 19 stycznia 1978) – polski podróżnik, harcerz, masażysta, specjalista w leczeniu chorób kręgosłupa. W latach 1928–1929 organizator pieszej podróży dookoła granic II Rzeczypospolitej.

## Życiorys
W 1928 w związku z dziesiątą rocznicą odzyskania niepodległości oraz 25-leciem powstania „Sokoła” w Wielichowie powstał zamysł organizacji pieszej wyprawy dookoła Polski, której organizatorem został Kazimierz Paluch. Głównym celem wyprawy było uczczenie 500 rocznicy nadania Wielichowu praw miejskich przez króla Władysława Jagiełłę w 1429 roku. Uroczystości z tej okazji odbyły się w październiku 1929 roku. Wyruszył 12 kwietnia 1928 roku by powrócić do miasta 20 września 1929 roku. W ciągu 526 dni przeszedł ponad 6500 km. Świadectwo jego wyprawy stanowią pamiętniki prowadzone w czasie podróży.
Ukończył Pierwszą Prywatną Szkołę Masażu Leczniczego działającą przy II Klinice Chirurgii Uniwersytetu Warszawskiego, prowadzoną przez Jana Zaorskiego. Egzamin państwowy zdał 24 kwietnia 1936.
Żona Ludmiła z d. Vik była Czeszką. Mieli trzech synów: Bolesława (ur. 1942), Stanisława (ur. 1943), Kazimierza (ur. 1945) oraz córką Adriannę (ur. 1951).
Grób Kazimierza Palucha znajduje się na cmentarzu w Wielichowie.
W 2011 roku Muzeum Historii Polski z okazji Narodowego Święta Niepodległości przygotowało wystawę poświęconą Paluchowi.